# 袖崎駅
袖崎駅（そでさきえき）は、山形県村山市大字土生田（とちうだ）にある、東日本旅客鉄道（JR東日本）奥羽本線の駅である。「山形線」の愛称区間に含まれている。

## 歴史
- 1912年（明治45年）4月1日：袖崎信号所として開設[2]。
- 1918年（大正7年）11月10日：信号所から停車場に格上げし、袖崎駅が開業[2][3]。
- 1961年（昭和36年）10月1日：貨物の取り扱いを廃止[2]。
- 1970年（昭和45年）10月1日：荷物の扱いを廃止[2][4]。無人化[3][5]。
- 1982年（昭和57年）：海上コンテナを改造した駅舎に改築[6]。
- 1987年（昭和62年）4月1日：国鉄分割民営化により、東日本旅客鉄道の駅となる[2]。
- 2024年（令和6年）10月1日：えきねっとQチケのサービスを開始[1][7]。

## 駅構造
島式ホーム1面2線を有する地上駅で、1番線を直線とする一線スルー構造である。簡易な駅舎を備えており、ホームとは跨線橋で連絡している。乗車駅証明書発行機が設置されている。
山形駅管理の無人駅である。

### のりば
| 番線 | 路線    | 方向 | 行先           |
| ---- | ------- | ---- | -------------- |
| 1・2 | ■山形線 | 上り | 山形・福島方面 |
| 1・2 | ■山形線 | 下り | 新庄方面       |

- 列車交換がない場合は原則として1番線を、山形新幹線（臨時運転含む）との行き違いの場合は普通列車は2番線を使用する。また、普通列車同士の場合は列車によって変則となる。

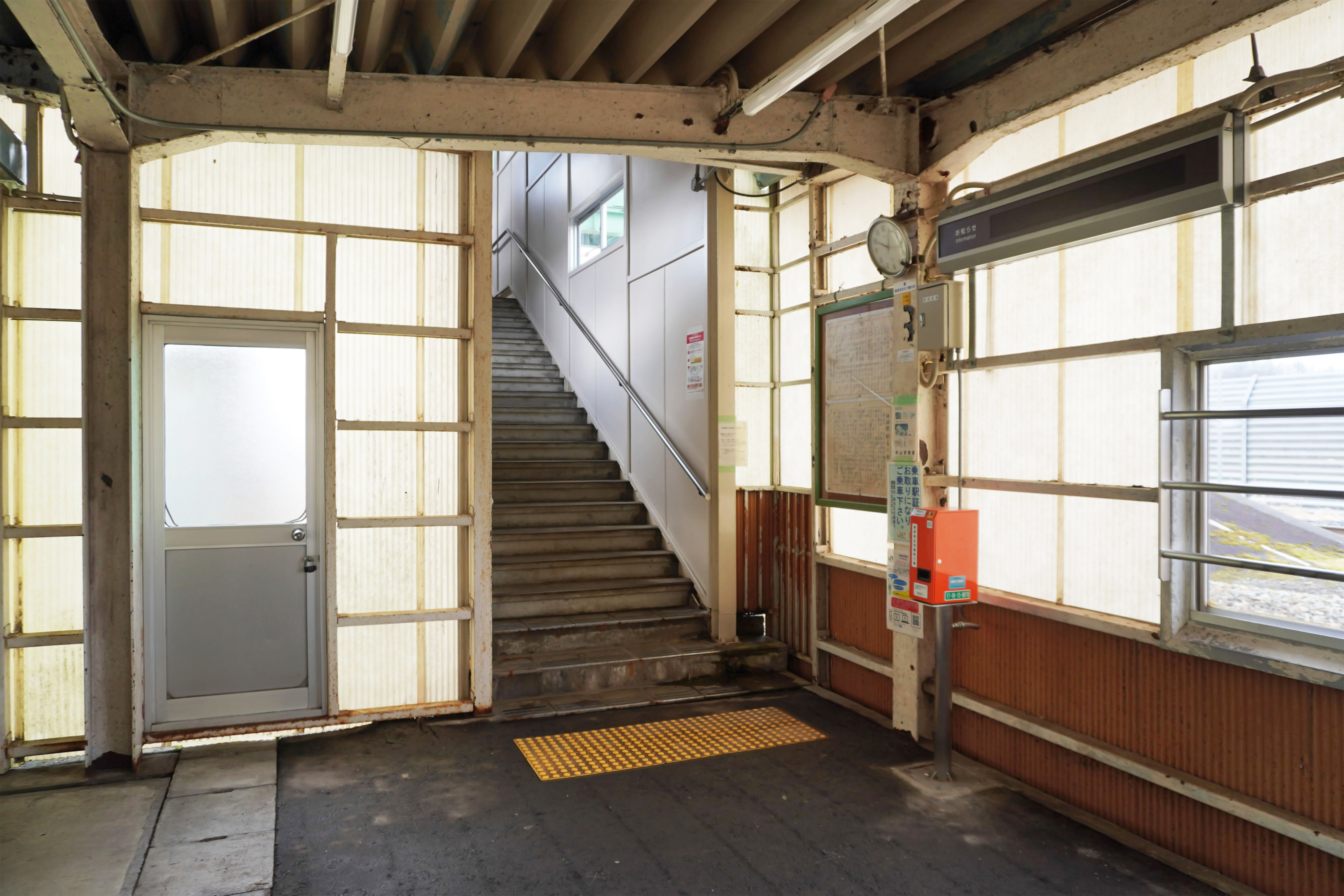
跨線橋入口（2024年3月）
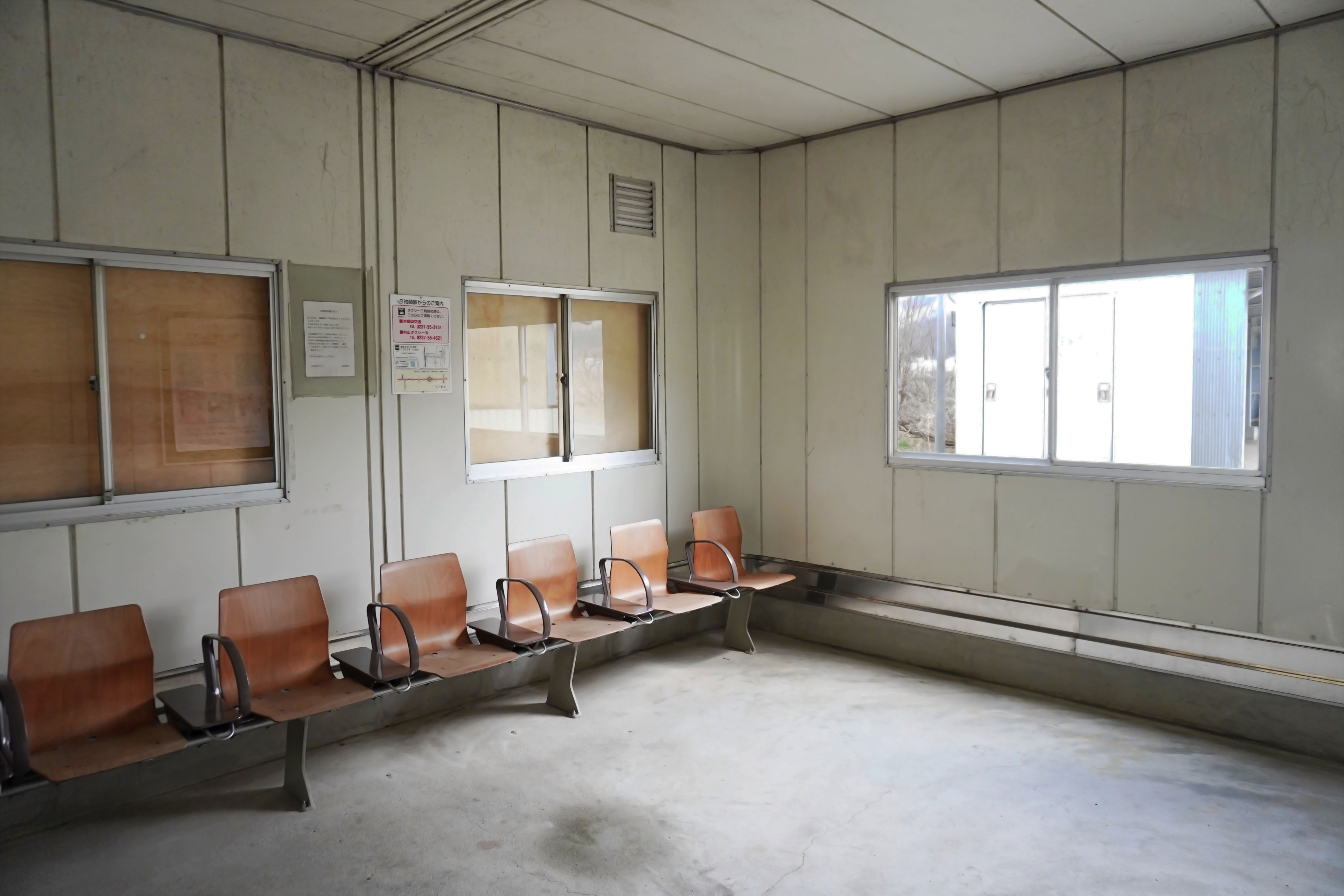
待合室（2024年3月）
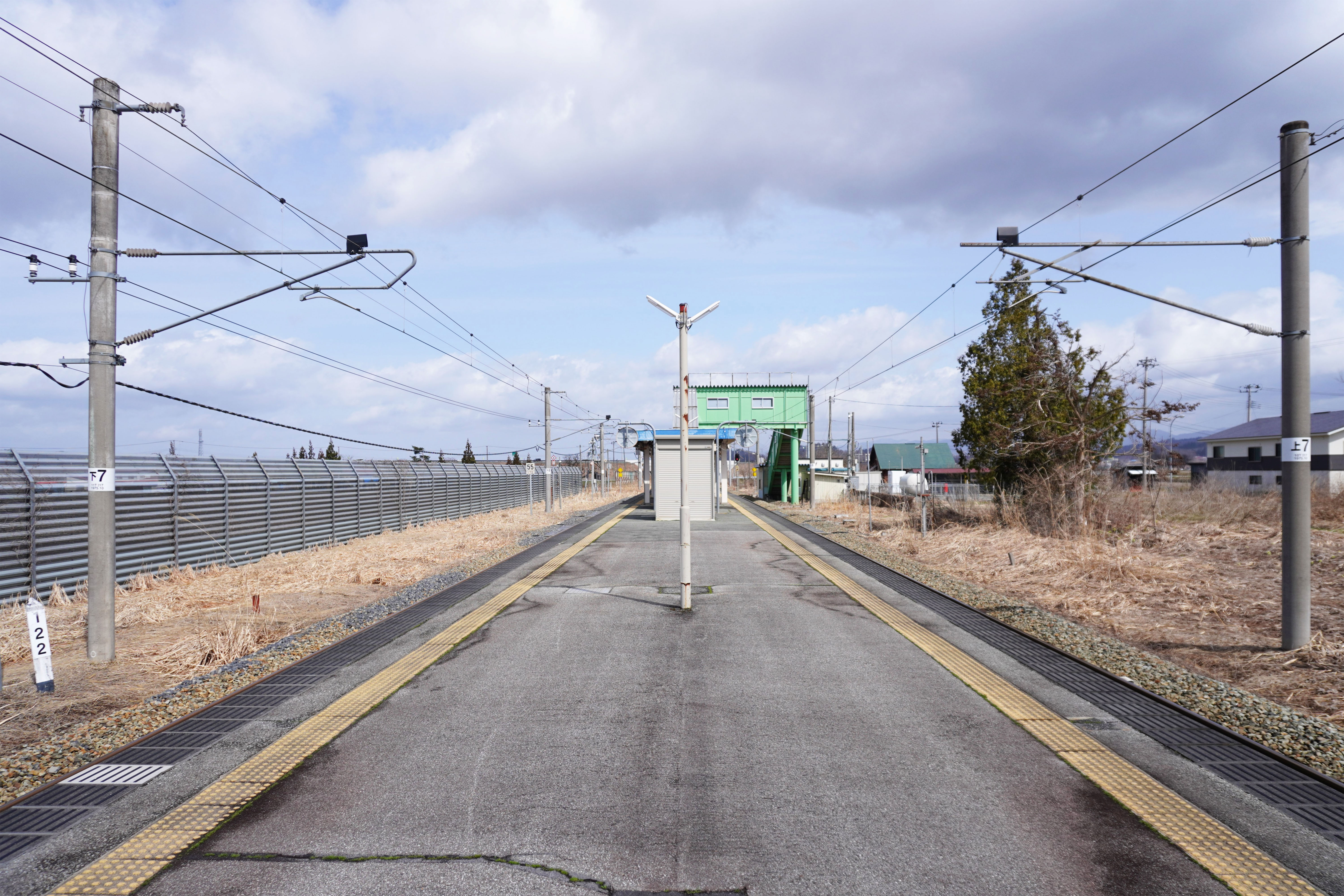
ホーム（2024年3月）

## 利用状況
「山形県の鉄道輸送」によると、2000年度（平成12年度）- 2004年度（平成16年度）の1日平均乗車人員の推移は以下のとおりであった。
| 乗車人員推移       | 乗車人員推移     | 乗車人員推移 |
| 年度               | 1日平均 乗車人員 | 出典         |
| ------------------ | ---------------- | ------------ |
| 2000年（平成12年） | 52               | [ 9 ]        |
| 2001年（平成13年） | 51               | [ 9 ]        |
| 2002年（平成14年） | 58               | [ 9 ]        |
| 2003年（平成15年） | 58               | [ 9 ]        |
| 2004年（平成16年） | 58               | [ 9 ]        |

## 駅周辺
- 国道13号
- 村山市役所 袖崎地区市民センター
- 袖崎郵便局

## 隣の駅
東日本旅客鉄道（JR東日本）
■山形線（奥羽本線）
村山駅 - *（金谷信号場） - 袖崎駅 - 大石田駅
*打消線は廃止信号場（廃止時点における村山駅の名称は「楯岡駅」）